# Epipedocera gracilenta
Epipedocera gracilenta är en skalbaggsart som beskrevs av Holzschuh 1999. Epipedocera gracilenta ingår i släktet Epipedocera och familjen långhorningar.
Artens utbredningsområde är Laos. Inga underarter finns listade i Catalogue of Life.